# Abraham Emanuel Fröhlich
Abraham Emanuel Fröhlich (1 de febrero de 1796 - 1 de diciembre de 1865) fue un poeta suizo conocido por haber escrito unas fábulas que estaban a la altura de Friedrich von Hagedorn, Gotthold Ephraim Lessing o Christian Fürchtegott Gellert. 
Igualmente, también es famoso por ser el autor de Ulrich Zwingli y Ulrich von Hutten, poemas heroicos que tendrían gran reconocimiento. En Frauenfeld, en 1853, se publicaría una recopilación de su obra que abarcaría 5 volúmenes.

## Biografía
Nació en Brügg, cantón de Argovia, donde su padre ejercía como profesor. Tras estudiar teología en Zúrich, se convirtió en pastor religioso en 1817, y regresó como profesor a su ciudad natal, donde viviría durante diez años. Después ejercería como docente de lengua y literatura alemana en la escuela cantonal de Aargau, puesto que perdería en las revueltas de 1830. Más tarde conseguiría el puesto de profesor y rector de la universidad cantonal, siendo también nombrado ministro asistente en una parroquia. Morirá en Baden (Argovia).

## Obra
- Fabein (1825)
- Schweizer Lieder (1827)
- Des Evangelium St. Johannis, in Liedern (1830)
- Elegien an Wieg und Sarg (1835)
- Die Epopoen; Ulrich Zwingli (1840)
- Ulrich von Hutten (1845)
- Auserlesene Psalmen und geistliche Lieder für die Evangelisch-reformirte Kirche des Cantons Aargau (1844)
- Uber den Kirchengesang der Protestanten (1846)
- Trostlieder (1852)
- Der Junge Deutsch-Michel (1846)
- Reimspruchze aus Sleet, Schule, und Kirche (1820)

- Datos: Q115992
- Multimedia: Abraham Emanuel Fröhlich / Q115992